# Cervera de Buitrago
Cervera de Buitrago est une commune de la communauté de Madrid, en Espagne.